# امامزاده اسحاق (گرمسار)
امامزاه اسحاق  مربوط به سده‌های متاخر دوران‌های تاریخی پس از اسلام است و در شهرستان گرمسار، بخش ایوانکی، دهستان ایوانکی، مرکز روستای کرک واقع شده و این اثر در تاریخ ۲۶ اسفند ۱۳۸۷ با شمارهٔ ثبت ۲۶۰۸۴ به‌عنوان یکی از آثار ملی ایران به ثبت رسیده است.